# Wybory parlamentarne w Islandii w 2007 roku
Wybory parlamentarne w Islandii odbyły się 12 maja 2007. Islandczycy wybierali 63 członków islandzkiego parlamentu Alþingi w 6 okręgach wyborczych. Po raz pierwszy obowiązywał w nich 5-procentowy próg wyborczy. W wyborach uczestniczyły komitety wyborcze 6 islandzkich partii politycznych. Były to dwie partie dotychczasowej koalicji rządowej Partia Niepodległości i Partia Postępu, trzy partie opozycji parlamentarnej - socjaldemokratyczny Sojusz, Ruch Zieloni-Lewica i Partia Liberalna, oraz nowo założona partia ekologiczna Ruch Islandzki – Żywa Ziemia.
Frekwencja podczas wyborów wyniosła 83,6%. Swoich przedstawicieli do Alþingi wprowadziły wszystkie partie poza nową partią ekologiczną, która nie przekroczyła progu wyborczego. W wyborach najwięcej głosów zdobyła Partia Niepodległości, zwiększając liczbę mandatów o 3. Za to jej partner koalicyjny, Partia Postępu, straciła 5 miejsc. Tym samym koalicja rządząca zdobyła 32 mandaty, czyli miałaby jedynie jeden głos przewagi w parlamencie. Partia Niepodległości zdecydowała się zakończyć 12-letnią koalicję z Partią Postępu i utworzyć nowy rząd z największą partią opozycyjną - Sojuszem.
Najwięcej nowych miejsc w parlamencie zdobył Ruch Zieloni-Lewica.
Z list Partii Niepodległości w okręgu Północny Reykjavík startowała mieszkająca od kilkunastu lat na wyspie Polka Grażyna Okuniewska. Nie udało jej się jednak zdobyć miejsca w parlamencie.
| D                                   | Partia Niepodległości        | 66 754  | 36,64 | 25 | +3 |  |
| S                                   | Sojusz                       | 48 743  | 26,76 | 18 | -2 |  |
| V                                   | Ruch Zieloni-Lewica          | 26 136  | 14,35 | 9  | +4 |  |
| B                                   | Partia Postępu               | 21 350  | 11,72 | 7  | -5 |  |
| L                                   | Partia Liberalna             | 13 233  | 7,26  | 4  | 0  |  |
| R                                   | Ruch Islandzki – Żywa Ziemia | 5 953   | 3,27  | 0  | -  |  |
| Razem                               | Razem                        | 182 169 | 100   | 63 | –  |  |
|                                     |                              |         |       |    |    |  |
| Głosy ważne                         | Głosy ważne                  | 182 169 | 98,43 | –  | –  |  |
| Głosy nieważne i puste              | Głosy nieważne i puste       | 2 902   | 1,57  | –  | –  |  |
| Głosy razem                         | Głosy razem                  | 185 071 | 100   | 63 | –  |  |
| Wyborcy/frekwencja                  | Wyborcy/frekwencja           | 221 330 | 83,62 | –  | –  |  |
| Źródło: Urząd Statystyczny Islandii |                              |         |       |    |    |  |